# Bathophilus schizochirus
Bathophilus schizochirus és una espècie de peix de la família dels estòmids i de l'ordre dels estomiformes. Va ser descrit el 1930 pels ictiòlegs Charles Tate Regan i Ethelwynn Trewavas.
Els adults poden assolir 10,3 cm de longitud total. És un peix marí i d'aigües profundes que viu fins als 540 m de fondària.

## Distribució geogràfica
Es troba a l'Atlàntic oriental (Santa Helena), l'Atlàntic occidental (Bahames i Cuba), l'Índic i el Pacífic.